# Austrarchaea
Austrarchaea is een spinnengeslacht uit de familie Archaeidae.

## Soorten
Het geslacht kent de volgende soorten:
- Austrarchaea alani Michael G. Rix & Mark S. Harvey, 2011
- Austrarchaea aleenae Rix & Harvey, 2011
- Austrarchaea binfordae Rix & Harvey, 2011
- Austrarchaea christopheri Rix & Harvey, 2011
- Austrarchaea clyneae Rix & Harvey, 2011
- Austrarchaea cunninghami Rix & Harvey, 2011
- Austrarchaea daviesae Forster & Platnick, 1984
- Austrarchaea dianneae Rix & Harvey, 2011
- Austrarchaea harmsi Rix & Harvey, 2011
- Austrarchaea helenae Rix & Harvey, 2011
- Austrarchaea hickmani (Butler, 1929)
- Austrarchaea judyae Rix & Harvey, 2011
- Austrarchaea mainae Platnick, 1991
- Austrarchaea mascordi Rix & Harvey, 2011
- Austrarchaea mcguiganae Rix & Harvey, 2011
- Austrarchaea milledgei Rix & Harvey, 2011
- Austrarchaea monteithi Rix & Harvey, 2011
- Austrarchaea nodosa (Forster, 1956)
- Austrarchaea platnickorum Rix & Harvey, 2011
- Austrarchaea raveni Rix & Harvey, 2011
- Austrarchaea robinsi Harvey, 2002
- Austrarchaea smithae Rix & Harvey, 2011